# Genneveds kyrkplats

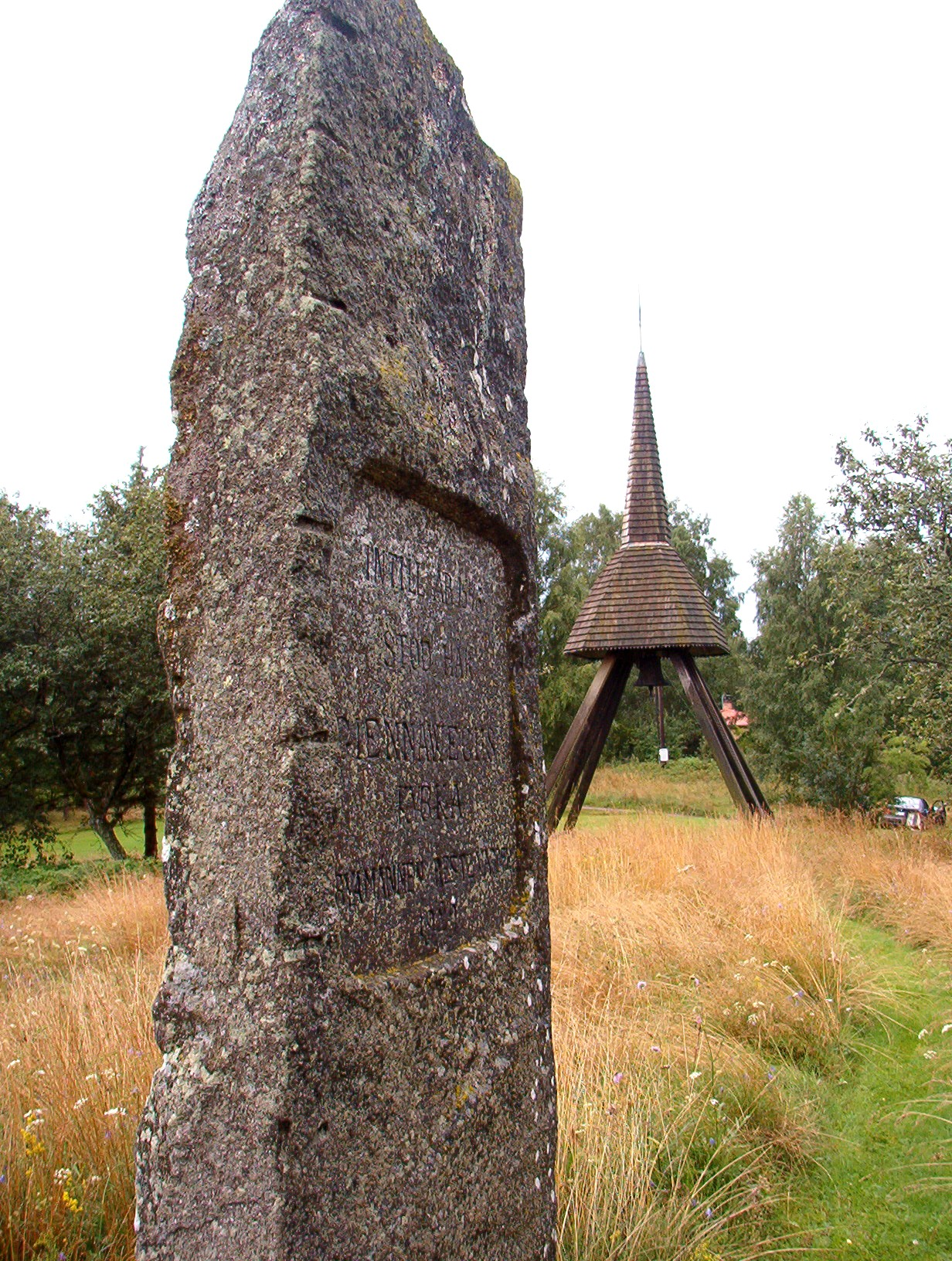
Genneveds kyrkplats

På Genneveds kyrkplats i Alingsås kommun låg en kyrka fram tills 1546, då den brändes ner av danskar. Man har aldrig återuppbyggt den. Om man letar på platsen kan man troligtvis finna kolrester.
Genneved var det gamla namnet på byn Gendalen, som består av några hus kring en väg. Man satte upp en minnessten vid vägen, något nedanför kyrkan, år 1919. På minnesstenen står:
```
 INTILL ÅR 1546
   STOD HÄR
 GIENNAWEDS 
    KYRKA
```

Man byggde även en klockstapel där 1972. Stapeln har spåntäckt huv.
Genneveds socken och församling uppgick i juli 1867 i (Stora) Mellby socken respektive Stora Mellby församling.